# Constance Marie Charpentier
Constance Marie Charpentier, född 1767, död 1849, var en fransk konstnär. 
Hon är främst känd för sina porträtt och genremålningar. 
Hon finns representerad på Nationalmuseum i Stockholm. 